# Comuna Kropîvnea, Volodarsk-Volînskîi
Kropîvnea (în ucraineană Кропивнянська сільська рада) este o comună în raionul Volodarsk-Volînskîi, regiunea Jîtomîr, Ucraina, formată din satele Hațkivka, Kropîvnea (reședința), Lukoveț și Rudnea-Hațkivka.

## Demografie
Componența lingvistică a satului Kropîvnea
     Ucraineană (98,9%)
     Alte limbi (1,01%)
Conform recensământului din 2001, majoritatea populației satului Kropîvnea era vorbitoare de ucraineană (98,9%), existând în minoritate și vorbitori de alte limbi.